# Światowid 3201
Światowid 3201 – polski monofoniczny radioodbiornik klasy średniej, wytwarzany w Warszawie w Zakładach Radiowych im. Kasprzaka. Dostosowany do odbioru stacji na falach długich, średnich, krótkich i UKF.

## Charakterystyka
Odbiornik zaprezentowano na XXXII Międzynarodowych Targach Poznańskich w 1963 r. Cenę detaliczną sprzedaży ustalono na 1900 zł.
Na stronie czołowej znajduje się nazwa urządzenia Światowid bez oznaczenia modelu, a nazwa pełna na tylnej, demontowalnej, ściance.
Układ odbiornika superheterodynowy o 7 obwodach strojonych, zawiera 5 lamp elektronowych całoszklanych, dziewięcionóżkowych typu noval (ECC85, ECH81 lokalny oscylator w.cz. i mieszacz, EBF89 wzmacniacz p.cz. i detektor AM, ECL82 przedwzmacniacz i wzmacniacz mocy m.cz., EM80 wskaźnik dostrojenia, zastąpiona EM84) i 2 diody germanowe DOG53. Zastosowane elementy czynne opisane zostały na tylnej ścianie obudowy. Połączenia wykonane są na płytce drukowanej ustawionej pionowo, z lampami znajdującymi w położeniu poziomym, co sprzyja odprowadzaniu ciepła znad szklanej bańki. Do zamiany zasilającego napięcia przemiennego w napięcie jednokierunkowe służy prostownik selenowy.
Odbiornik Światowid 3201 ma wewnętrzną antenę ferrytową dla zakresów fal długich i średnich. Zakresy fal radiowych zmienia się przy pomocy przełącznika klawiszowego, umieszczonego z przodu obudowy na dole. Schemat elektryczny zbliżony do schematu radioodbiornika Goplana 3211, lecz z zakresem fal UKF i z falami krótkimi w jednym zakresie.
Zastosowano klawiszową, skokową regulację tonów niskich i wysokich przy pomocy dwóch klawiszy znajdujących się po skrajnych stronach przełącznika. Tor wzmacniający sygnał audio można użyć jako wzmacniacz dla gramofonu – zewnętrznego źródła sygnału. Gniazdo wejściowe adaptera (z tyłu skrzynki) w standardzie dwóch wtyków bananowych.
Z tyłu odbiornika znajdują się: gniazda antenowe dla zewnętrznych anten (jedna dla zakresu DSK i druga dla zakresu UKF), gniazdo uziemienia, gniazdo DIN dla magnetofonu, a także gniazdo dla dodatkowego głośnika zewnętrznego.